# Torsac
Torsac é uma comuna francesa na região administrativa da Nova Aquitânia, no departamento de Charente. Estende-se por uma área de 28,55 km². Em 2010 a comuna tinha 760 habitantes (densidade: 26,6 hab./km²).